# Nishiki-e
Nishiki-e (锦絵, nishiki-e) refere-se a técnica japonesa de xilogravura multi-colorida, usada principalmente no ukiyo-e. Foi inventada na década de 1760, aperfeiçoada e popularizada pelo gravador Suzuki Harunobu, que produziu vários nishiki-e entre 1765 e sua morte cinco anos depois.

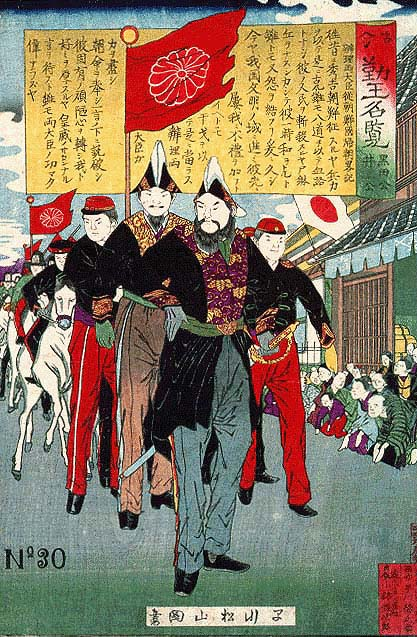
Kuroda Kiyotaka, Imperador Meiji, nishiki-e por Hayakawa Shozan(1850-1852)

Anteriormente, a maioria das impressões eram em preto-e-branco, coloridas a mão. A impressão nishiki-e é criada pela escultura de um bloco de madeira separada para cada cor, e usando-o de uma forma gradual. Um gravador com o nome de Kinroku é creditado pelas inovações técnicas que permitiram blocos separados de cores que se encaixariam perfeitamente na página a fim de criar uma única imagem completa.
Este estilo e técnica também é conhecida como Edo-e (江戸絵, estilo de Edo), referindo-se Edo, a capital do Japão no tempo.